# Oliganthes sublanata
Oliganthes sublanata là một loài thực vật có hoa trong họ Cúc. Loài này được (Drake) Humbert mô tả khoa học đầu tiên năm 1960.